# John Player Classic
O John Player Classic foi o mais rico torneio de golfe do Reino Unido entre 1970 e 1973. Entre 1972 e 1973, foi integrante do calendário da incipiente PGA European Tour. Foi disputado pela primeira vez em 1970 no Notts Golf Club (Hollinwell), quando Christy O'Connor Snr, da Irlanda, triunfou por uma tacada à frente do inglês Tony Jacklin e acumular o primeiro prêmio de vinte e cinco mil euros. Não tendo sido realizado em 1971, o torneio retornou fazendo parte do PGA European Tour em 1972 e foi transferido para o campo de golfe de Turnberry, na costa oeste da Escócia. O torneio foi disputado mais uma vez, em 1973, quando o jogador de golfe Charles Coody, dos Estados Unidos, conquistou o título. No ano seguinte, foi cancelado por causa de horários conflitantes de torneio nos Estados Unidos.

## Campeões
| Ano                     | Campeão              | País           | Local           | Pontuação | Margem de vitória | Vice-campeão(ões)           | Primeiro prêmio (£) | Ref   |
| ----------------------- | -------------------- | -------------- | --------------- | --------- | ----------------- | --------------------------- | ------------------- | ----- |
| 1973                    | Charles Coody        | Estados Unidos | Turnberry       | 289 (+5)  | 3 tacadas         | Tony Jacklin                | 15,000              | [ 3 ] |
| 1972                    | Bob Charles          | Nova Zelândia  | Turnberry       | 285 (+1)  | 1 tacada          | Gay Brewer Peter Oosterhuis | 15,000              | [ 4 ] |
| 1971: Não houve torneio |                      |                |                 |           |                   |                             |                     |       |
| 1970                    | Christy O'Connor Snr | Irlanda        | Notts Golf Club | 286 (−2)  | 1 tacada          | Tony Jacklin                | 25,000              | [ 5 ] |